# Tobias Mølgaard
Tobias Mølgaard, né le 22 juillet 1996 à Gudum au Danemark, est un footballeur danois qui évolue au poste d'arrière droit à l'AGF Aarhus.

## Biographie

### Thisted FC
Né à Gudum au Danemark, Tobias Mølgaard est formé au Thisted FC. C'est avec ce club qu'il commence sa carrière. Il joue son premier match lors d'une rencontre de troisième division danoise contre le VSK Aarhus (en), le 17 septembre 2016. Il entre en jeu à la place de Renato De Vecchi (en) tandis que son équipe s'impose par deux buts à un.

### Vejle BK
Le 4 janvier 2018, Tobias Mølgaard signe en faveur du Vejle BK, le transfert prenant effet à partir de l'été 2018. Il joue son premier match sous ses nouvelles couleurs le 13 juillet 2018, face à Hobro IK. Il découvre également la première division danoise lors de cette première journée de la saison 2018-2019. Il est titularisé et son équipe s'impose par trois buts à un. Le club est toutefois relégué à l'issue de la saison. Le 31 mai 2019, il prolonge son contrat jusqu'en 2022 avec le Vejle BK.
Mølgaard inscrit son premier but avec Vejle, lors de la saison 2019-2020 de deuxième division danoise contre le Kolding IF, le 13 juin 2020. Il permet de cette manière à son équipe de s'imposer (0-1 score final).
Le 20 mai 2021, Tobias Mølgaard prolonge son contrat jusqu'en 2023 avec le Vejle BK.
Mølgaard inscrit son premier but en première division danoise le 14 avril 2022 contre l'Odense BK. Titulaire, il ne peut empêcher la défaite de son équipe malgré son but (2-1 score final).

### AGF Aarhus
Le 13 juin 2022, Tobias Mølgaard s'engage en faveur de l'AGF Aarhus pour un contrat de trois ans,.
Il joue son premier match sous ses nouvelles couleurs le 17 juillet 2022, à l'occasion de la première journée de la saison 2022-2023 de Superliga, face au Brøndby IF. Il est titularisé et son équipe est battue par un but à zéro.

## Palmarès
Vejle BK
- Championnat du Danemark D2 (1) :
  - Champion : 2019-2020.